# Province della Svezia
     Province del Götaland
     Province dello Svealand
     Province del Norrland

Province del Götaland
Province dello Svealand
Province del Norrland
Province della Svezia

Le province della Svezia (in svedese Sveriges landskap) sono regioni storiche, geografiche e culturali. La Svezia ha 25 province che non hanno alcuna funzione amministrativa. I dialetti e le tradizioni del folklore seguono ancora oggi i confini di queste antiche province e non quelli delle attuali contee.
Molte di queste suddivisioni rimasero valide fino al 1634, quando un'importante riforma stabilì che fossero sostituite dalle contee (län). Al di là delle vicende storiche delle singole province, l'unica di queste ad essere effettivamente acquisita tramite un processo di colonizzazione fu la Lapponia svedese.
In alcuni casi, le contee amministrative corrispondono quasi esattamente alle province storiche, come nel caso del Blekinge e della Contea di Blekinge oppure come nel caso di Gotland, che è al tempo stesso una ex provincia, una contea e un comune. Tuttavia, nella maggior parte dei casi i confini sono cambiati anche notevolmente e continuano a cambiare. Infatti, le unità amministrative sono soggette a continui cambiamenti - diverse nuove contee sono state create ad esempio negli anni 1990 - mentre le province hanno avuto i loro confini storici fissi per secoli.
Solitamente, le province sono raggruppate in tre macroregioni: Götaland, Svealand e Norrland.

## Storia

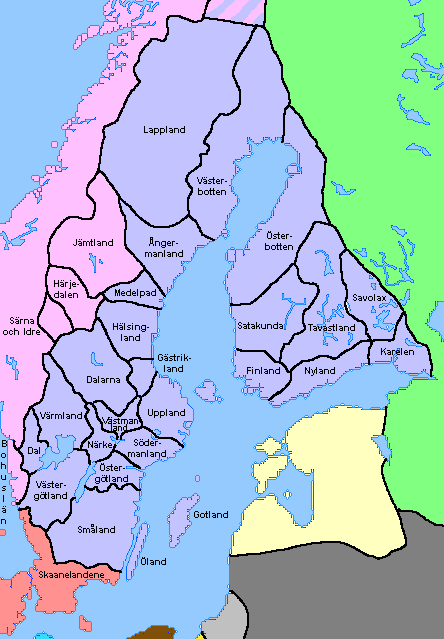
Una divisione delle province svedesi nel 1560.

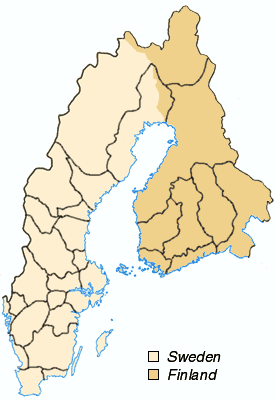
Province del Regno di Svezia (1658 - 1809).

Le divisioni provinciali derivano dai microregni locali esistenti tra l'800 e il 1000, che poi si aggregarono con l'unificazione della Svezia sotto l'autorità di un unico re svedese. Anche dopo questo processo ciascuna di queste terre aveva ancora la propria legislazione con un suo parlamento locale (il thing) e nei fatti erano autonome. Le province storiche erano anche denominate ducati, ma quelle via via acquisite nel tempo assumevano lo status di ducato o contea a seconda dell'importanza.
Delle terre conquistate dopo lo scioglimento dell'Unione di Kalmar nel 1523, solo alcune furono incorporate come province. Le acquisizioni più durature sono quelle del Trattato di Roskilde del 1658, grazie al quale le ex-danesi di Scania, Blekinge e Halland e quelle ex-norvegesi di Bohuslän, Jämtland e Härjedalen (con la piccola area dell'Idre-Särna, aggregata alla Dalarna), divennero svedesi e gradualmente assimilate.
Altri territori stranieri furono amministrati come domini sotto l'autorità del monarca svedese, in alcuni casi per due o tre secoli. La Norvegia fu in unione personale con la Svezia dal 1814 al 1905, ma non ne divenne mai parte integrante.
La Finlandia attuale fu invece parte integrante del regno (divisa fra le regioni di Norrland e Österland) fino al XVIII secolo, quando fu occupata dall'Impero russo, per poi divenire Granducato sotto controllo russo nel 1809. Come nel resto della Svezia, le aree attualmente finlandesi erano divise in province (in finlandese maakunnat o provinssit al plurale) e furono riorganizzate in contee (lääni al plurale). Dopo la cessione alla Russia le contee furono rinominate province (lääni) e permasero dopo varie ridefinizioni fino al 1997.
Quando la Finlandia si separò dalla Svezia, la provincia di Västerbotten perse una fascia di territorio nordorientale in favore della prima. Quando il territorio restante fu diviso tra la nuova contea omonima di Västerbotten e quella di Norrbotten, a quest'ultima andò la parte settentrionale, che iniziò a essere riconosciuta come provincia storica in proprio (Norrbotten); le fu conferito uno stemma araldico solo nel 1995.
Gli stemmi araldici delle province furono conferiti insieme per la prima volta in una particolare occasione, i funerali del Re Gustavo Vasa (1560). Dopo la separazione tra Svezia e Finlandia le tradizioni per i rispettivi stemmi provinciali si diversificarono. La divisione della Lapponia comportò una distinzione tra lo stemma della parte svedese e quello della parte finlandese.

## Le province svedesi oggi
In seguito alla riforma del 1634, le province svedesi hanno perso valore amministrativo, ma sono comunque ancora riconosciute ufficialmente e hanno ancora oggi degli stemmi ufficiali. I loro confini attuali sono stati fissati tra il 1884 (Västergötland) e il 1972 (Östergötland).
Il fatto che le province siano ancora ufficialmente riconosciute si riflette anche nel fatto che molti membri della casa reale hanno il titolo di "duca" o "duchessa" di una determinata provincia.
Riferimenti alle province sono ancora ampiamente comuni nella cultura svedese. Molti svedesi sentono una maggiore affinità con la provincia storica di appartenenza più che con la contea in cui vivono. Questo non accade però nel Västerbotten e nel Norrbotten, di più recente creazione, e neanche a Stoccolma e Göteborg, dove invece viene dato più risalto al legame con la propria città più che con la provincia storica.
Oggi, nell'industria del turismo, le province sono spesso usate per scopi di marketing. La maggior parte delle federazioni sportive in Svezia hanno sezioni divise per province, sebbene ci siano - più raramente - anche suddivisioni basate sulle contee. Le pietre runiche e gli oggetti svedesi nelle collezioni dello Statens historiska museum sono suddivise in base alle province, così come le nationes degli studenti presso l'Università di Uppsala.

## Lista
Di seguito una lista delle province svedese, di cui si riporta anche il nome latino. Infatti, alcune lingue (come ad esempio l'inglese e l'italiano) usano occasionalmente i nomi latini come alternative ai nomi svedesi. Il nome Scania al posto di Skåne è molto comune in entrambe le lingue. Altri esempi possono essere Dales/Dalecarlia per il Dalarna oppure Lapponia svedese per Lappland.

### Götaland
Il Götaland include le seguenti 10 province, oggi tutte comprese della Svezia attuale. Fino al 1658 il Bohuslän era parte della Norvegia, mentre Halland, Scania e Blekinge, e pochi anni prima l'isola di Gotland, appartenevano alla Danimarca. Il Värmland, pur essendo incluso fino al XIX secolo nel Götaland, fu sempre considerato parte dello Svealand.
| Stemma | Provincia     | Nome latino  |
| ------ | ------------- | ------------ |
|        | Bohuslän      | Bahusia      |
|        | Blekinge      | Blechingia   |
|        | Dalsland      | Dalia        |
|        | Gotland       | Gotlandia    |
|        | Halland       | Hallandia    |
|        | Scania        | Scania       |
|        | Småland       | Smolandia    |
|        | Västergötland | Westrogothia |
|        | Östergötland  | Ostrogothia  |

### Svealand
Lo Svealand include le seguenti 6 province, oggi tutte comprese nella Svezia attuale:
| Stemma | Provincia    | Nome latino |
| ------ | ------------ | ----------- |
|        | Dalarna      | Dalecarlia  |
|        | Närke        | Nericia     |
|        | Södermanland | Sudermannia |
|        | Uppland      | Uplandia    |
|        | Värmland     | Wermlandia  |
|        | Västmanland  | Westmannia  |

### Norrland
Il Norrland comprende 9 province più quella del Norrbotten, riconosciuta in seguito. Quando la Svezia cedette la Finlandia nel 1809, la Lapponia fu divisa in una parte svedese e in una finlandese (ceduta), mentre intanto vennero persi anche l'Österbotten e una striscia del Västerbotten. Il Norrbotten fu sempre parte del Västerbotten fino a quando, scomparse le province in luogo delle contee, avvenne la divisione: creata la contea di Norrbotten da quella di Västerbotten, la zona settentrionale dell'omonima provincia estinta si definì come provincia a sé.
| Stemma | Provincia           | Nome latino      |
| ------ | ------------------- | ---------------- |
|        | Ångermanland        | Angermannia      |
|        | Gästrikland         | Gestricia        |
|        | Hälsingland         | Helsingia        |
|        | Härjedalen          | Herdalia         |
|        | Jämtland            | Jemtia           |
|        | Lapponia (Lappland) | Lapponia Suecana |
|        | Medelpad            | Medelpadia       |
|        | Norrbotten          | Norbothnia       |
|        | Västerbotten        | Westrobothnia    |

### Österland
L'Österland, chiamato anche Österlanden, comprende le seguenti 8 province, oggi tutte comprese nella Finlandia attuale (con alcune porzioni di territorio oggi di dominio russo):
| Stemma | Provincia       |
| ------ | --------------- |
|        | Häme            |
|        | Carelia         |
|        | Nyland          |
|        | Ostrobotnia     |
|        | Satakunta       |
|        | Savo            |
|        | Varsinais-Suomi |
|        | Åland           |

Ai tempi, tutta la Lapponia era unificata e non faceva parte dell’Österland.